# Engelenburg (Herwijnen)
Het kasteel Engelenburg stond in het Nederlandse dorp Herwijnen, provincie Gelderland. Van het kasteel zijn geen zichtbare restanten meer aanwezig, maar het voormalige kasteelterrein met grachten is duidelijk herkenbaar in het landschap. Het terrein is aangewezen als rijksmonument.

## Geschiedenis
In 1424 werd Johan van Herwijnen Johanszoon beleend met goederen in Herwijnen. Er was op dat moment nog geen sprake van een kasteel, maar toen Johan in 1468 opnieuw met de goederen werd beleend, sprak de akte ook van een huis met een voorburcht. Het kasteel ‘Engelborch’ zal dus door Johan zijn gesticht ergens tussen beide beleningen in. In 1486 werd Johan opgevolgd door Gijsbert van Herwijnen, die vermoedelijk zijn zoon was.
In 1522 verkocht Gijsbert het kasteel aan het echtpaar Reinier van Bern en Merel van Rossum. Zij deden in 1550 de heerlijkheid over op Dirk van Plettenburg, maar bleven zelf de eigenaren van het kasteel. Uiteindelijk raakte ook het kasteel met de hofstede verdeeld onder verschillende personen, hetgeen zorgde voor onderlinge conflicten. In 1603 kwam alles echter weer bij één persoon terecht toen Johan van Gendt met zowel het kasteel als de heerlijkheid werd beleend. Johan werd in 1616 opgevolgd door zijn zoon Willem.
De Engelenburg werd in 1620 door Willem verkocht aan de Amsterdamse regent Pieter de Graeff, die het kasteel als buitenplaats gebruikte. In 1643 deed hij het kasteel over aan zijn neef Jacob Bicker.
Tijdens het rampjaar 1672 werd het kasteel belegerd door Franse troepen. Desondanks bleef het kasteel een verwoesting bespaard, in tegenstelling tot Wayenstein en Frissestein, de andere twee kastelen in Herwijnen.
In 1700 kwam de Engelenburg in eigendom van Frederik Adolf graaf van Lippe-Detmold, die tevens eigenaar was van Frissestein. Hij verkocht de Engelenburg en de heerlijke rechten van Herwijnen, Hellouw en Haaften nog dezelfde dag aan Adriaan Bout. Frissestein werd in 1713 aangekocht door dominee Petrus Bierman, en toen hij in 1723 tevens de Engelenburg kocht, kreeg hij ook alle heerlijke rechten in handen.
De Engelenburg raakte echter in onbruik, want de eigenaar woonde op Frissestein. Uiteindelijk volgde in 1817 een veiling waarbij de Engelenburg door de familie Bierman voor afbraak werd verkocht aan Aart de Kock.

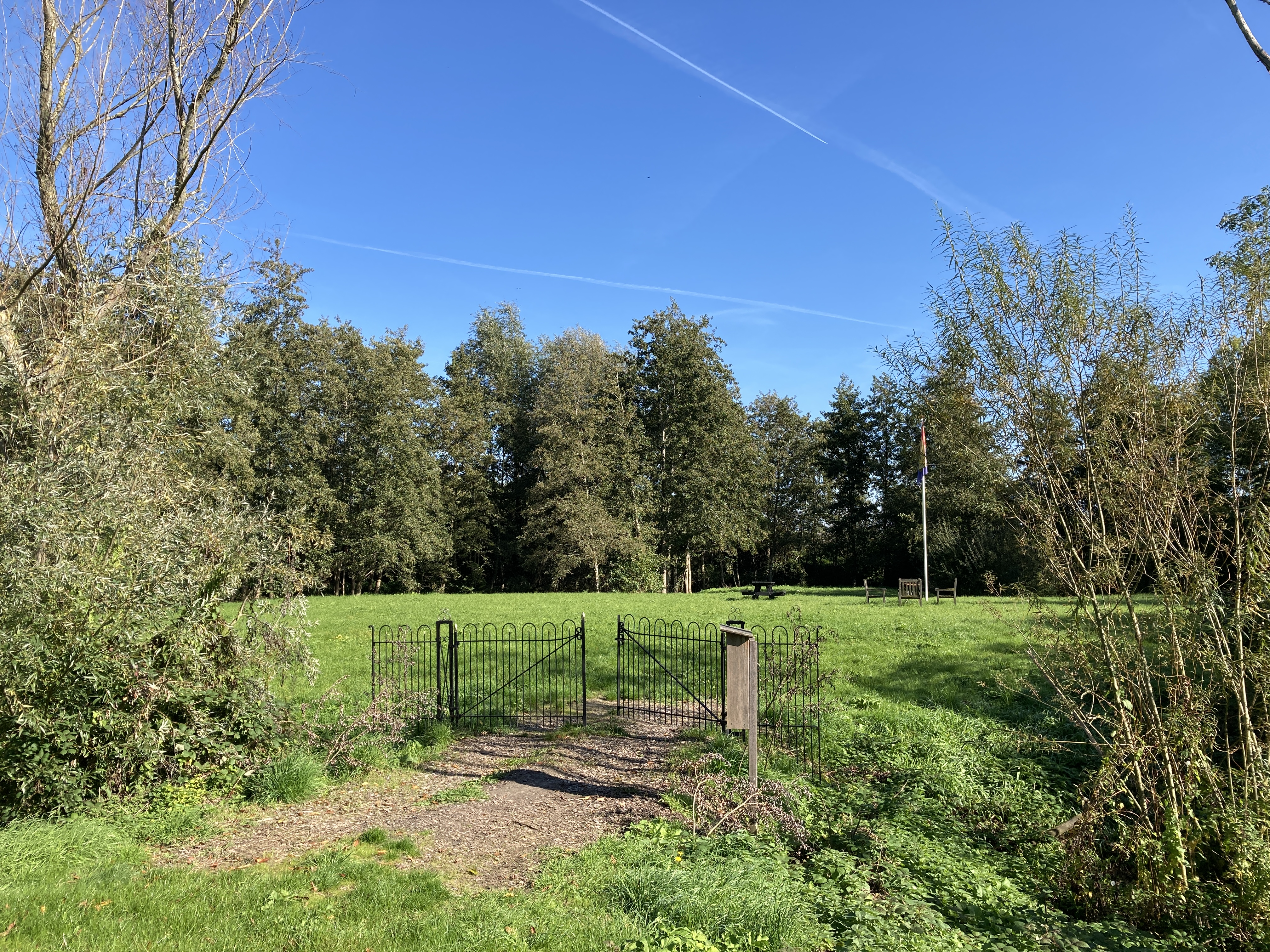
Locatie van het voormalige kasteel Engelenburg

## Beschrijving
Op 18e-eeuwse tekeningen van de Engelenburg zijn een hoofdburcht en een voorburcht te onderscheiden. De hoofdburcht lijkt oorspronkelijk te zijn gebouwd als een zaaltoren. In de 18e eeuw was het een U-vormig gebouw geworden dat aan de voorzijde werd afgesloten met een poortgebouw en een muur. De onderkelderde woonvleugels hadden twee bouwlagen met zadeldaken en trapgevels. De voorburcht kende twee gebouwen, waarvan een mogelijk een poortgebouw betrof. Dit poortgebouw overleefde de sloop van het kasteel in 1817, maar werd in 1834 alsnog afgebroken.

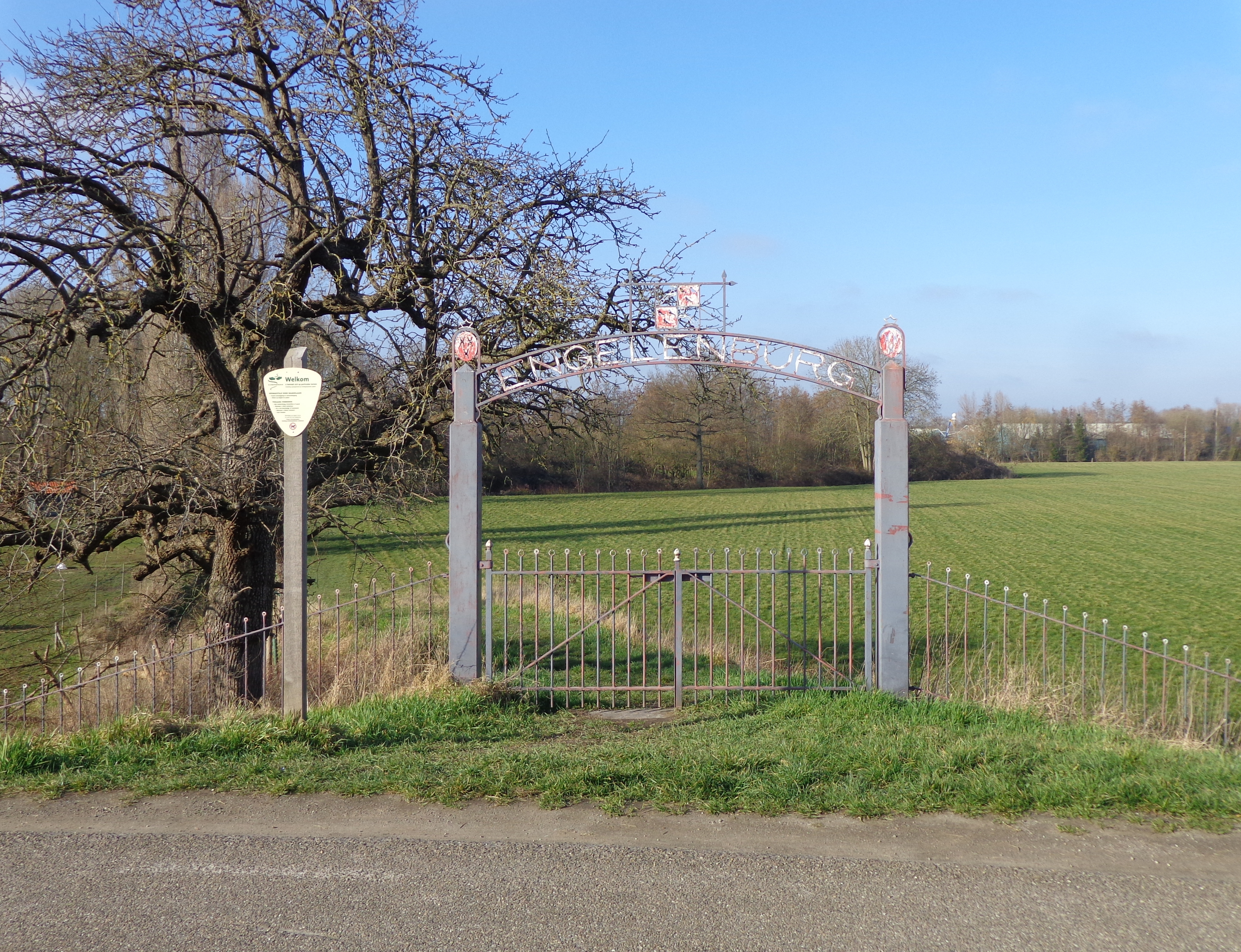
Toegangshek aan de Waaldijk te Herwijnen

### Archeologisch onderzoek
In de 20e en 21e eeuw hebben er opgravingen plaatsgevonden. De eerste was in 1939 en daarbij zijn bakstenen aangetroffen. Bij de opgraving in 1981 vond men een bakstenen fundering op hout van bijna twee meter breed. In 2003 zijn klinkers aangetroffen die mogelijk wijzen op een stenen toegangsweg.
In 2020 is middels grondradar en boringen de aanwezigheid van diverse bouwdelen vastgesteld, zoals het hoofdgebouw, de poorttoren en het poortgebouw.
Het kasteelterrein is duidelijk herkenbaar in het landschap. Om het complex heen ligt nog de kasteelgracht. Wel is de gracht tussen de hoofd- en de voorburcht in het verleden gedempt.
Aalst · Aardenburg · Acquoy · Aerdt · Agistaldaburg · Ahof · Aldenhaag · Aller · Ambe · Ammersoyen · Ampsen · Andelst · Angeroyen · Appelburg · Appelse walburg · Appeltern · Arler · Baak · Babberich · Baer · Baerle · Bakerbosch · Balgoij · Barlham · Batenburg · Beek · Beerenclaauw · Bemmel · Bevervoorde · Bergh · Biljoen · Bingerden · Blankenborg (Laren) · Blankenborg · Blauwe Huis · Blokhuis (Ravenswaaij) · Boelenham · Boetselaersborg · Borculo · Boswaai · Brakel · Den Brakel · Den Bramel · Bredevoort · Broekhuizen · Bronkhorst · Bruchem · Bruinhorst · Brunsberg · Bulkestein · Bunswaard · Burcht van Tiel · Buren · De Buurse · Byland · Byvanck · Caetshage · Camphuysen · De Cannenburch · de Cloese · Coldenhove · Culemborg · Dedinckweerd · Delwijnen · Didam · Diepenbroek · Hof te Dieren · Huis Dijck · Dikke Tinne · Doddendaal · Dodewaard · Doornenburg · Doornik · Doorwerth · Dooyenburg · Dorth · Doseburg · Drakenburg · Dreumel · Druten · Duivelshuis · Eerbeek · De Ehze · Elburg · Eldrik · Emmerik · Engelenburg · Groot Engelenburg · Engelrode · Enghuizen · Enspijk · De Essenburgh · Essenpas · Est · Fokkinck · Gameren · Geerestein · Geldermalsen · De Gelderse Toren · Geldersweerd · Gellicum · Gendt · Gennepestein · Glindhorst · Goudenstein · ‘s-Grevenhoef · Groot Hell · Groenlo · Groesbeek · Huis te Groesbeek · Grunsfoort · Gulden Spijker · Hackfort · Hackforts Veenhuis · Hagen · Hagevoort · Hamerden · Hanepol · Harreveld · Harslo · Hassink · Het Haveke · Hedel · Heeckeren · De Heegh · Hees · De Heest · Hellouw · Hemmen · Hernen · Motte van Hernen · Heumen · Heusden · Hoekelum · Hoekenburg · De Hoeve · De Hof · Hof d'Ooy · Hof van Arkel · Huis het Holt · Holthuis · Het Holtslag · Ter Horst · Houberg · St. Hubertus · Huissen · Hulhuizen · Hulkestein · Hulsen · Hunneschans bij De Duno · Hunneschans bij Uddel · Jonker Bloo · 't Joppe · De Kamp · Karssenberg · Kemnade · Keppel · Kermestein · Kernhem · Kervel · Kiefskamp · De Kinkelenburg · Klein Enghuizen · Kleverburg · Kortenhoeve · Laag Helbergen · Lakenburg · Landfort · Langen · Latenstein · De Lathmer · Lathum · Ter Lede · Leegpoel · Leemcuyl · Leeuwen · Leeuwenbergh · Lensenburg · Lent · Leur · Leuvenum · Leyenburg · Lichtenvoorde · Lievenstein · Loenen · Loevestein · Loil · Loowaard · Luynhorst · Hof te Maasbommel · Magerhorst · Malburgen · Malderburcht · Malsen · Manhorst · Marhulsen · De Marsch · Marveld · Mathena · Maurik · Medel · Medestein · 't Medler · Meinerswijk · De Mellard · Mensink · Mergelp · Meteren · 't Meyerink · Middachten · Millingen · Mussenberg · Nagelhorst · Nederhagen · Nederhemert · Neerijnen · Huis Neerijnen · De Nesch · Nettelhorst · Nieuwe Blokhuis ·  Nijburg · Nijenbeek · Old Putten · Notenstein · Nye Huis · Olde Spijker · Oldenaller · Oldenhof (Driel) · Oldenhof (Heteren) · De Ooij · Oolde · Oud Oolde · Oosterhout · Ophemert · Opijnen · Oud Ampsen · Oude Blokhuis · Het Oude Loo · Oude Voorst · Oudenborch · Oud-Wisch · Huis te Overasselt · Overeng · Overhagen · Overlaar · 't Oye · Palmestein · De Parck · Persingen · Plekenpol · Ploen · Pluimenburg · Poederoijen · Poelwijck · Poelwijk · De Pol (Dreumel) · Huis de Poll (Huis te Gietelo) · De Poll (Huissen) · Pollenbering · Pollenstein · Puttenstein · Het Raasink · Ravenhorst · De Rees · Ressen · Reuversweerd · Reygersfoort · Rhijnestein · Huis Rijswijk · Rode Toren · Roode Wald · Rosande · Rosendael · Rossum · Rumpt · Ruurlo · Rijsselt · Schadewijk · Schaffelaar · Scherpenzeel · Schoonbroek · Schoonderbeek · Schoonenburg · Schuilenburg · Schuilkerke · Hof te Seelbeek · Sevenaer I · Sevenaer II · Sinderen (Oude IJsselstreek) · Sinderen (Voorst) · Slangenburg · Sleeburg · Slimsijp · De Snor · Soelen · Spaansweerd · Spaldorp · Spijk · Staverden · Sterkenburg · Swanepol · Tarthorst · Teisterbant (Kerk-Avezaath) · Teisterbant (Kerkdriel) · Ter Dicke · Tolhuis · Tolhuis (Tiel) · Tollenburg · Tongerlo · Toren van Wely · Tuil · Ubbergen · Uilenburg (Ewijk) · Uilenburg (Heteren) · Ulenpas · Ulft · Upladen · Valburg · Valkhofburcht · Valkhofpalts · Vanenburg · Varik · Hof te Varsseveld · 't Velde · Velhorst · Verwolde · Vierakker · De Voorst · Voorstonden · Vorden · Vosbergen · Vredenburg · Vredestein (Driel) · Vredestein (Ravenswaaij) · Vuren · Waardenburg · Waddestein · Wadenoijen · Waede · Wageningen · Walfort · 't Waliën · De Wardt · Watergoor · Watermeerwijk · Wayenstein (Huis te Herwijnen) · Well (Huis van Malsen) · Weijenrade · Westenburg · Westerholt · Weurt · De Wiersse · Wijenburg (Echteld) · De Wildenborch · De Wildt · Wilp · Wilperhorst · Winssen · Wisch · Wychen · Wolfswaard · Woolbeek · Yrst · IJzendoorn · Zeeland · Zilveren Spijker · Zuilichem · Zwaluwenburg · Zwanenburg (Heerde) · Zwanenburg (Megchelen)